# Congrès islamique mondial de 1931

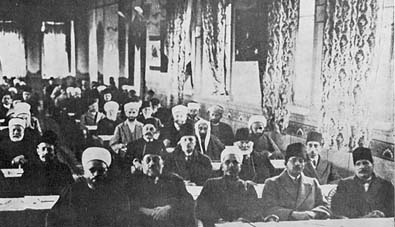
Le premier Congrès islamique mondial réuni à Jérusalem en 1931

Le Congrès islamique mondial de 1931 (en arabe : المؤتمر الاسلامي العام, en langue latine : al-Muʾtamar al-islāmī al-ʿāmm) est une réunion internationale de religieux et personnages politiques de confession musulmane, s'étant tenue à Jérusalem du 7 décembre au 17 décembre 1931.
Il a réuni 130 délégués venus de 22 pays musulmans. 
Le Congrès a appelé les États musulmans à éviter les échanges avec la communauté juive en Palestine.
C'est la seconde  « conférence islamique internationale ».

## Contenu
Les participants à cette conférence ont produit une « constitution » et les règlements du « Congrès » Motamar Al-Alam Al-Islami y sont adoptés et approuvés sous la présidence de Mohammed Amin al-Husseini, le Grand Mufti de Jérusalem. 
Ce dernier est élu président du congrès, assisté par deux vice-présidents, M. Iqbal et Syed Alouba Pacha. Ont participé au congrès : Mohammad Ali Al-Abid (ex-président de Syrie) ; Sayed Shukri Quwatli (futur président de Syrie) ; Sayed Rivad Solh (futur premier ministre du Liban) ; Sayed Ziauddin Tabatabai (ex-premier ministre iranien) ; l'Ayatollah irakien Muhammad Al-Kashiful Ghita ; Mohammad Iqbal (poète et philosophe indien) ; Saeed Shamil (venu du Caucase).